# Politica comune della pesca
La politica comune della pesca (CFP) è la politica adottata dall'Unione europea nel settore della pesca. Viene gestita dal commissario europeo per la pesca e gli affari marittimi. Dal 2009 il settore della pesca è un'area di competenza esclusiva dell'Unione europea.
La CFP definisce per ciascun stato membro delle quote di pescato per ciascuna specie e promuove l'industria della pesca mediante l'utilizzo di vari strumenti di regolazione e sostegno del mercato.
Nel 2007 il fondo stanziato dall'Unione europea in questo settore ammontava a 4,3 miliardi di euro, cioè a circa lo 0,5% del bilancio comunitario.

## Storia
La politica comune della pesca venne creata già con il trattato di Roma nel 1957 ed è prevista dall'art. 28 del trattato istitutivo delle Comunità europee.
Le prime regolamentazioni vennero create nel 1970. Quando le politiche sulla pesca furono disegnate l'intenzione era quella di creare un'area di libero scambio per il pesce e i prodotti derivati con regole comuni, così che un pescatore di un qualsiasi stato membro potesse avere accesso a tutte le acque comuni. Un'eccezione era stata prevista per le acque costiere, che erano state riservate ai pescatori locali. Era stata inoltre individuata una politica per sostenere la modernizzazione del naviglio e delle infrastrutture costiere.
In linea con analoghe modifiche a livello internazionale, nel 1976 gli stati membri estesero il proprio territorio di pesca dalle 12 alle 200 miglia nautiche dalla costa (ovvero da 22,2 km a 370,4 km). Il cambiamento pose la necessità di nuovi controlli e portò alla riforma della politica comune della pesca nel 1983.
Durante la verifica della CFP tenuta nel 1992 furono individuati problemi di surplus di investimenti nella flotta e di eccessivo sfruttamento della pesca. La verifica evidenziò la necessità di aumentare i controlli sul rispetto delle normative e spinse ad un irrigidimento delle regole e delle verifiche. Venne inoltre programmata una seconda verifica per il 2002.
Nel 1995 venne introdotto un sistema di permessi che regolava zone e periodi consentiti per la pesca. Furono commissionati studi scientifici per determinare con un maggior grado di sicurezza la quantità di pesce presente nei mari in modo da poter utilizzare efficacemente il sistema dei permessi.
La pesca riceveva inizialmente i sussidi nel quadro del Fondo europeo per il governo e il sostegno dell'agricoltura. Nel 1993 è stato istituito un fondo separato denominato "Strumento finanziario per la pesca". Fra il 1994 e il 1999 l'ammontare di questo fondo era fissato a 700 milioni di ECU.
Con l'entrata in vigore del trattato di Lisbona nel 2009 il settore della pesca è diventato un'area di competenza esclusiva dell'Unione europea.

## Caratteristiche e problematiche generali del settore

### Rilevanza economica ed occupazionale
La pesca è un'attività economica relativamente poco importante nell'Unione Europea. Contribuisce infatti per meno dell'uno percento al prodotto interno lordo. 
Nel 2007 nel settore erano impegnati 141.000 pescatori con 85.000 navi di varie dimensioni, mentre nel settore della trasformazione erano impiegate circa 126.000 persone e quasi 4.000 aziende. Il valore complessivo della produzione del settore della trasformazione ammonta a circa 23 miliardi di euro.
La pesca non impiega più del 10% della popolazione attiva in nessuna delle regioni dell'UE, ma è presente soprattutto in aree in cui è alta la disoccupazione e in cui altri settori produttivi sono deboli e per questa ragione le viene dedicata una speciale attenzione.
Nel 2007 il pescato complessivo ha ammontato a 5,1 milioni di tonnellate. Gli allevamenti ittici hanno prodotto nel 2007 circa 1,3 milioni di tonnellate di pesce, con un valore di circa 3,2 miliardi di euro. Nel 2007 l'Unione europea ha esportato 1,77 milioni di tonnellate di pescato e ne ha importato 5,66 milioni. La differenza fra il pescato e la domanda varia nel tempo, tuttavia in generale nella bilancia commerciale dell'UE relativamente ai prodotti derivati dal pesce permane un deficit di circa 13 miliardi di euro.
Il settore dell'allevamento ittico è quello a crescita più rapida nell'area della produzione alimentare mondiale. Il sostegno comunitario è iniziato nel 1971 per gli allevamenti terrestri ed è stato esteso a tutte le altre zone di allevamento alla fine degli anni settanta. Il sostegno comunitario è simile per tutti i tipi di installazione, tuttavia tiene conto dei possibili rischi ambientali dovuti alla grande concentrazione di pesce che si trova nelle aree di allevamento collocate in mare o nei fiumi.

### Sostenibilità ambientale
La pesca incide direttamente sulla popolazione delle specie catturate e indirettamente su altre specie marittime, come gli uccelli, i mammiferi marini e le tartarughe o gli altri animali che si nutrono delle specie catturate. La vegetazione subacquea e le creature che vivono sul fondale marino possono essere danneggiate dall'utilizzo delle reti a strascico. L'acquacoltura può produrre alti livelli di inquinamento in prossimità del sito di allevamento e può comportare la trasmissione di malattie alla popolazione selvatica.
Nel 2010 l'eccessivo sfruttamento della pesca riguardava il 75% del capitale ittico e circa un terzo di esso si trovava in uno "stato preoccupante". In assenza di riforme, entro dieci anni 128 delle 136 specie sottoposte a pesca saranno in pericolo.
Le popolazioni di pesce possono essere inoltre influenzate da altre attività umane, come l'inquinamento marino proveniente da terra, le perdite di olio combustibile dalle navi, dal turismo e da altre attività ricreative e da attività industriali come la trivellazione sottomarina alla ricerca di pozzi petroliferi o di gas naturale.
Nel 1997 gli stati del bacino del Mare del Nord e l'Unione Europea si accordarono su un metodo comune per l'identificazione dei rischi per l'ambiente marino. Venne adottato un approccio basato sul principio di precauzione allo scopo di prevenire l'inquinamento prima del verificarsi del danno. Grazie a questi accordi sono stati messi in atto studi per monitorare le popolazioni di tutte le specie marine.
Alcuni gruppi ambientalisti hanno contestato il fondo per la pesca europeo, poiché include la possibilità di finanziare la modernizzazione del naviglio e altre misure che potrebbero accrescere la pressione sull'ecosistema e sulle popolazioni ittiche.

## Componenti della politica comune

### Promozione della sostenibilità ambientale della pesca

#### Norme
La politica comune della pesca mira a garantire la sostenibilità ambientale della pesca.
Per ridurre i rischi posti da una pesca troppo intensiva, la politica della pesca impone delle quote di pescato per ciascuna specie e ciascuno stato ("Totali ammissibili di cattura" TAC). La quota è fissata annualmente in base alle stime sulle popolazioni di pesce ed alla serie storica del pescato. Questo meccanismo è stato contestato dai nuovi stati membri dell'UE che non possiedono una serie storica di dati riconosciuti a livello comunitario. Le quote sono fissate dal Consiglio dell'UE, tenendo conto delle proposte della Commissione europea, redatte con l'ausilio di consiglieri scientifici, delle opinioni dei paesi terzi e di quanto stabilito dal Consiglio internazionale per l'esplorazione del mare.
Ciascuno stato è responsabile per la ripartizione della propria quota e gli strumenti per l'assegnazione delle quote variano da paese a paese. In ogni caso, a ciascuna nave è assegnata una quota individuale per le specie regolamentate e tutto il pescato deve essere registrato.
Le dimensioni delle flotte nazionali sono controllate. Dei piani pluriennali (MAGPs) ne fissano i limiti.
Delle regolamentazioni comunitarie disciplinano il tipo di reti utilizzabili. È stata definita una taglia minima per i pesci che possono essere catturati senza doverli ributtare in mare. Questo limite portò in alcuni casi alla pratica di rigettare in mare il pesce di piccola taglia già morto appena prima dell'attracco, vanificando lo spirito della misura. Per eliminare questo problema è stato introdotto un limite minimo per le maglie delle reti, in modo da consentire la fuga degli esemplari più piccoli e da garantire quindi la sopravvivenza delle popolazioni.
Determinate aree possono essere interdette alla pesca per garantire il mantenimento e la crescita della popolazione ittica.
La proposta di riforma della politica della pesca presentata dalla Commissione europea nel luglio 2011 prevede l'introduzione entro il 2015 di un obbligo giuridico di contenere la pesca di ciascuna specie ittica al di sotto del suo tasso di riproduzione, in modo da garantire la sostenibilità della pesca. L'introduzione dell'obbligo sarebbe accompagnata da fasi transitorie, compensazioni e sussidi finanziari per attutire la perdita di posti di lavoro che la seguirebbe.
La proposta prevede inoltre che vengano assegnate delle concessioni di pesca alle organizzazioni dei pescatori e che tali concessioni siano cedibili ad organizzazioni di altri stati membri.

#### Controlli
La verifica delle norme della politica comune della pesca è una responsabilità degli stati membri, ma esiste un servizio comunitario di ispettorato che assicura che tutti gli stati membri facciano rispettare la normativa per quanto di propria competenza. Gli stati membri devono inoltre farsi carico di verificare che i navigli appartenenti alla propria flotta rispettino gli accordi internazionali dell'UE quando operano fuori dalle acque territoriali.
Le regolamentazioni comunitarie hanno provveduto all'armonizzazione delle sanzioni previste dalle diverse legislazioni nazionali per la violazione della disciplina comunitaria.
Gli ispettori hanno la possibilità di controllare le attrezzature delle barche da pesca e di verificare i registri del pescato. Vengono infine sottoposte a controllo le dimensioni delle flotte.

#### Incentivi
Finanziamenti comunitari vengono concessi per assistere le industrie nel miglioramento della qualità e nella gestione delle quote.
Viene concesso un sostegno finanziario per favorire la modernizzazione dei navigli, ma anche per consentire la riduzione regolata della dimensione della flotta.
Inoltre è concesso sostegno finanziario alle campagne pubblicitarie che incoraggiano il consumo di specie che non sono sfruttate troppo intensamente.

### Prezzi equi per i produttori e qualità per i consumatori

#### Produzione e distribuzione
Ci sono più di 200 organizzazioni di produttori nell'UE, costituite da pescatori o allevatori per assistere i soci nella vendita del prodotto. Viene richiesto ai produttori di sviluppare delle strategie per regolare la pesca rispetto alla richiesta del mercato. Le associazioni possono chiedere ai pescatori che non ne siano membri di rispettare nelle aree di pesca in comune le stesse restrizioni imposte ai soci.
Le organizzazioni hanno il potere di togliere un prodotto dal mercato se il prezzo scende sotto il livello minimo stabilito dal Consiglio dell'UE e di ricevere un indennizzo dall'Unione Europea. I livelli di indennizzo sono strutturati in modo che il denaro corrisposto per quantità unitaria di pescato cali man mano che cresce la quantità di pesce invenduto.
Il pesce invenduto può essere stoccato e quindi reimmesso sul mercato oppure venduto come mangime animale. L'acquisto di tutto il pesce invenduto può essere concesso solo per coprire surplus occasionali.

#### Qualità per i consumatori
Nel 1977 fu introdotto un programma di aiuto comunitario per l'industria del trattamento del pesce allo scopo di migliorare i processi di lavorazione, introducendo nuove tecnologie e migliorando le condizioni igieniche.
Gli ispettori comunitari possono controllare gli impianti di lavorazione per assicurarsi che tutto il pesce sia correttamente registrato e che sia tracciabile fin dalla fonte e per verificare il rispetto delle regole di igiene e delle regolamentazioni sulla lavorazione. Compito dell'ispettorato è inoltre verificare che tali norme vengano rispettate nei paesi terzi esportatori con cui l'UE ha firmato accordi bilaterali.

### Negoziati internazionali sulla pesca
L'Unione europea conduce i negoziati nell'ambito delle organizzazioni internazionali della pesca per conto di tutti gli stati membri.
L'UE ha negoziato una serie di accordi bilaterali riguardanti il diritto di pesca e gli scambi commerciali.
L'Unione europea fa parte nel suo complesso della commissione internazionale per la pesca nel mar Baltico, della Commissione generale pesca per il Mediterraneo e della Commissione internazionale per la conservazione del tonno atlantico.

### Altri componenti
La politica comune della pesca contribuisce allo sviluppo dell'acquacoltura.
La ricerca scientifica viene finanziata. Viene inoltre promossa la raccolta di dati sulla pesca, necessaria per calibrare le politiche in materia.

## Il Fondo europeo per la pesca
Il Fondo europeo per la pesca (FEP) ha preso il posto dello Strumento finanziario di orientamento della pesca (SFOP), ed è operativo dal 1º gennaio 2007. Dispone di circa 4,305 miliardi di euro per il periodo 2007-2013, di cui il 75 % per le regioni in ritardo di sviluppo.
Gli assi strategici prioritari del FEP sono stati definiti dal Consiglio e sono:
- adeguamento della flotta (aiuti per l'arresto definitivo o temporaneo, alla piccola pesca costiera, per gli investimenti a bordo delle navi da pesca ecc.) (1,211 miliardi di euro nel periodo 2007-2013)
- acquacoltura, pesca nelle acque interne, trasformazione e commercializzazione dei prodotti della pesca e dell'acquacoltura (misure per gli investimenti produttivi nel settore dell'acquacoltura, idroambientali, di sanità pubblica ecc.) (1,239 miliardi di euro nel periodo 2007-2013)
- misure di interesse comune (protezione e sviluppo della fauna e della flora acquatiche, campagne di promozione, modifica dei pescherecci per destinarli ad altre attività ecc.) (1,128 miliardi di euro nel periodo 2007-2013)
- progetti per lo sviluppo sostenibile delle zone di pesca (567 milioni di euro nel periodo 2007-2013)
- assistenza tecnica per facilitare l'attuazione degli aiuti del FEP (159 milioni di euro nel periodo 2007-2013)

Dal periodo di programmazione 2014-2020 è denominato Fondo europeo per gli affari marittimi e la pesca (FEAMP).